# Horodnic de Jos, Suceava
Horodnic de Jos (în germană Unter Horodnik) este satul de reședință al comunei cu același nume din județul Suceava, Bucovina, România.

## Etimologie
„Horodnic” ar veni, conform unor folcloriști și istorici din limba slavonă și ar însemna „câmp frumos” sau „câmp cu flori”, explicație păstrată și în memoria colectivă a populației locale.

## Personalități
- Ion G. Sbiera (1836-1916) - folclorist și istoric literar, membru fondator (1866) al Academiei Române

 Acest articol despre o localitate din județul Suceava este deocamdată un ciot. Puteți ajuta Wikipedia prin completarea lui.